# Induktivität
Induktivität ist eine Eigenschaft elektrischer Stromkreise oder Bauelemente, insbesondere von Spulen. Auf ihr beruht der Vorgang der Induktion, der eine Wechselwirkung zwischen Magnetismus und Elektrizität darstellt. Es ist zu unterscheiden zwischen Selbstinduktivität (auch Eigeninduktivität oder Selbstinduktion genannt) und Gegeninduktivität; mit „Induktivität“ ohne Zusatz ist fast immer die Selbstinduktivität gemeint. Die Selbstinduktivität eines Stromkreises setzt die zeitliche Änderungsrate des elektrischen Stroms {\displaystyle i(t)} mit der elektrischen Spannung {\displaystyle u(t)} in Beziehung:
{\displaystyle u(t)=L{\frac {\mathrm {d} i(t)}{\mathrm {d} t}}}.

Das Formelzeichen der Selbstinduktivität ist {\displaystyle L}. Es wurde zu Ehren von Emil Lenz gewählt, dessen theoretische Arbeiten zur elektromagnetischen Induktion grundlegend waren.
Die Maßeinheit der Selbstinduktivität im SI-Einheitensystem ist das Henry, benannt nach dem US-amerikanischen Physiker Joseph Henry.
Im wichtigen Fall einer Drahtschleife oder Spule kann man die Beziehung zwischen Spannung und zeitlich veränderlichem Strom unmittelbar mit Ampèreschem Gesetz und Induktionsgesetz verstehen: Ein elektrischer Strom erzeugt, wie vom Ampèreschen Gesetz beschrieben, ein Magnetfeld. Die zeitliche Änderung des Magnetfeldes „induziert“, wie vom Induktionsgesetz beschrieben, im selben Stromkreis eine elektrische Spannung. Beide Effekte sind proportional zur Zahl der Windungen {\displaystyle N}, die Selbstinduktivität einer Spule ist daher proportional zu {\displaystyle N^{2}}.
Stromänderungen in einem Stromkreis {\displaystyle m} induzieren aber auch Spannungen in anderen in der Nähe befindlichen Stromkreisen {\displaystyle n}. Diese „wechselseitige Induktion“ oder Gegeninduktion beschreibt man mit Koeffizienten {\displaystyle L_{mn}=L_{nm}} der wechselseitigen Induktivität.
Selbst- und wechselseitige Induktion und die entsprechenden Induktivitäten spielen eine wichtige Rolle in Transformatoren, Elektromotoren und der Elektronik.

## Gültigkeitsbereich
Die erste Voraussetzung für die Gültigkeit der Gleichung {\displaystyle u=L{\frac {\mathrm {d} i}{\mathrm {d} t}}} ist, dass das Magnetfeld „quasistatisch“ vom elektrischen Strom erzeugt wird. Es darf keine Phasenunterschiede zwischen Magnetfeld und Strom und keine Abstrahlung elektromagnetischer Wellen geben, d. h., die Frequenzen müssen hinreichend klein sein.
Ferner muss die Stromverteilung frequenzunabhängig sein. Das ist der Fall bei kleinen Frequenzen, bei denen die Stromdichte über den Leiterquerschnitt konstant ist, sowie bei hohen Frequenzen bei vollständigem Skineffekt, wo der Strom in der Leiteroberfläche fließt (wie bei Supraleitern). Bei Frequenzen mit partiellem Skineffekt ist die Induktivität frequenzabhängig. Im Fall dünner Leiter macht es allerdings wenig Unterschied, ob der Strom im Leiterquerschnitt oder in der Leiteroberfläche fließt – die Frequenzabhängigkeit ist klein.
Schließlich wird noch vorausgesetzt, dass im Bereich der Magnetfelder befindliche magnetisierbare Materialien konstante Permeabilitätszahlen haben. Andernfalls liegt nichtlineare Induktivität vor.
In diesem Rahmen jedoch gilt die Beziehung {\displaystyle u=L{\frac {\mathrm {d} i}{\mathrm {d} t}}} für Leiterschleifen mit beliebig ausgedehnten Leitern, und die Induktivitäten sind allein durch die Anordnung und Ausdehnung der elektrischen Leiter und magnetisierbaren Materialien bestimmt.

## Induktion in der Elektrotechnik

Animation eines Gleichstromkreises: Nach dem Schließen des Tasters leuchtet S_{1} sofort auf, während sich die Helligkeit von S_{2} aufgrund der dem Stromfluss entgegenwirkenden Selbstinduktion der Spule L nur allmählich erhöht.
Nach dem Öffnen des Tasters bewirkt die Selbstinduktion der Spule L, dass diese vorübergehend die Rolle der Spannungsquelle übernimmt. Im durch L, S_{2} und S_{1} gebildeten Stromkreis bleibt der Strom durch S_{2} kurzzeitig erhalten, während der Strom durch S_{1} die Richtung ändert. Beide Lampen verlieren gleichmäßig an Helligkeit, bis sie erlöschen.

Stromfluss durch Lampen S_{1} und S_{2} sowie die an der Spule L anliegende Spannung U_{2} im zeitlichen Verlauf. Die feinen, schräg verlaufenden Geraden veranschaulichen die Zeitkonstanten _{1} und _{2}.

Für Leiterschleifen wird die Induktivität in der Elektrotechnik oft definiert durch den von der Leiterschleife umfassten verketteten magnetischen Fluss {\displaystyle \Psi } gemäß
{\displaystyle L={\frac {\Psi }{I}}\,}.
Umfasst der Leiter den gleichen magnetischen Fluss {\displaystyle \Phi } mehrfach, z. B. alle Windungen einer Spule {\displaystyle N} mit gleicher Größe, ergibt sich für den verketteten magnetischen Fluss der Spezialfall {\displaystyle N\Phi } und die Selbstinduktivität zu
{\displaystyle L={\frac {N\cdot \Phi }{I}}\,}.
Wenn ausschließlich magnetische Stoffe mit einer konstanten Permeabilitätszahl in der Umgebung des Stromkreises vorhanden sind, dann folgt aus dem Durchflutungsgesetz, dass die magnetische Flussdichte {\displaystyle B} dem Strom {\displaystyle I} in einer Leiterschleife proportional ist. Daher ist auch der insgesamt vom Strom {\displaystyle I} erzeugte magnetische Fluss {\displaystyle \Phi } direkt proportional dem Momentanwert der Stromstärke {\displaystyle i}. Der dabei auftretende Proportionalitätsfaktor bei {\displaystyle N} Windungen ist die Selbstinduktivität L
{\displaystyle \Phi ={\frac {L\cdot I}{N}}\,}.
Weisen jedoch die magnetischen Stoffe wie Eisen in der Nähe des elektrischen Leiters keine konstante Permeabilitätszahl μr auf (diese ist beispielsweise von der magnetischen Flussdichte {\displaystyle B} abhängig), dann ist die Induktivität kein konstanter Proportionalitätsfaktor, sondern eine Funktion {\displaystyle L(B)} der magnetischen Flussdichte. Es gibt dann eine Sättigungsmagnetisierung. Die sich ergebenden nichtlinearen Induktivitäten sind analytisch wesentlich schwieriger zu behandeln.
Wird eine nichtlineare Induktivität um einen Arbeitspunkt herum ausgesteuert, so kann die Änderung des verketteten Flusses {\displaystyle \Psi } in Bezug zur Änderung des Stroms vom Wert der statischen Induktivität abweichen. Für infinitesimal kleine Änderungen um den Arbeitspunkt ergibt sich aus dem Anstieg der Tangente an die Kurve {\displaystyle \Psi (I)} die dynamische Induktivität
{\displaystyle L_{\mathrm {dyn} }={\frac {\mathrm {d} \Psi }{\mathrm {d} I}}\,}.

## Maßeinheiten

### Internationales Einheitensystem (SI)
Die SI-Einheit der Induktivität ist das Henry. Eine Induktivität von 1 H liegt vor, wenn bei gleichförmiger Stromänderung von 1 Ampere je Sekunde eine Selbstinduktionsspannung von 1 Volt entlang des Leiters entsteht.
{\displaystyle 1\;\mathrm {H} =1\;\mathrm {\frac {V\cdot s}{A}} }

### Veraltete Einheit
Bis Mitte des 20. Jahrhunderts wurde die Induktivität von Spulen manchmal mit der Einheit cm bzw. Quadrant beschriftet. Diese Angabe in Zentimetern rührt daher, dass die Induktivität im heute praktisch kaum noch gebrauchten elektromagnetischen CGS-Einheitensystem (EMU) in der Längendimension ausgedrückt wurde. Der Name Quadrant kommt daher, dass 109 EMU gleich 1 Henry ist, was wiederum der Länge in cm eines Erdquadranten entspricht.
Eine Induktivität von 1 cm in elektromagnetischen CGS-Einheiten entspricht 1 nH in SI-Einheiten.

## Mathematische Herleitung
Dem Induktionsgesetz entsprechend ergibt sich die Umlaufspannung ui einer ruhenden um den magnetischen Fluss {\displaystyle \Phi } geführten Schleife aus der zeitlichen Änderungsrate des durch diese Schleife hindurchtretenden magnetischen Flusses {\displaystyle \Phi } bzw. aus der induzierten elektrischen Feldstärke Ei entlang der Schleife:
{\displaystyle u_{i}=\oint {\vec {E}}_{i}\cdot \mathrm {d} {\vec {s}}=-{\frac {\mathrm {d} \Phi }{\mathrm {d} t}}\,}.
Wenn die Leiterschleife den magnetischen Fluss N-fach umschlingt, wie es beispielsweise bei einer Spule der Fall ist, gilt näherungsweise:
{\displaystyle u_{i}=-N\cdot {\frac {\mathrm {d} \Phi }{\mathrm {d} t}}\,}.
Das dabei auftretende negative Vorzeichen entspricht der Lenzschen Regel: die induzierte Spannung {\displaystyle u_{i}} sucht einen Strom hervorzurufen, der der ursprünglichen Stromänderung entgegenwirkt. Werden Strom {\displaystyle i} und Spannung {\displaystyle u} für die Induktivität als passives Bauelement in die gleiche Richtung definiert, ergibt sich für u: {\displaystyle u=-u_{i}}. Mit der obigen Definition der Induktivität lässt sich die Beziehung von der Klemmenspannung u als Funktion des Stromes i als Differentialgleichung ausdrücken:
{\displaystyle u={\frac {\mathrm {d} N\Phi }{\mathrm {d} t}}={\frac {\mathrm {d} \Psi }{\mathrm {d} t}}={\frac {\mathrm {d} (Li)}{\mathrm {d} t}}=L{\frac {\mathrm {d} i}{\mathrm {d} t}}+i{\frac {\mathrm {d} L}{\mathrm {d} t}}\,}
In den meisten Fällen ändert sich die Induktivität nicht zeitlich und die Strom-Spannungs-Beziehung an der Induktivität kann angegeben werden zu
{\displaystyle u=L{\frac {\mathrm {d} i}{\mathrm {d} t}}\,}
Der dabei auftretende magnetische Fluss {\displaystyle \Phi } ist jener Fluss, der erst aufgrund des Stroms i durch die Leiterschleifen erzeugt wird. Eine Änderung dieses Flusses induziert in jeder der N Leiterschleifen eine Spannung {\displaystyle u=-u_{i}} und wird damit als verketteter magnetischer Fluss {\displaystyle \Psi } wirksam. Weitere externe magnetische Flüsse durch die Leiterschleifen sind in diesem Fall als nicht vorhanden angenommen bzw. zeitlich konstant. Die Spannung u nennt man die bei Selbstinduktion auftretende Klemmenspannung.

Verbraucherzählpfeilsystem

Das Vorzeichen in obiger Gleichung ist abhängig von der Zählrichtung von Strom und Spannung.
Stimmt die Richtung der Spannung u mit der Richtung des Stromes entlang der Leiterschleife überein, wie in nebenstehender Grafik dargestellt, spricht man vom so genannten Verbraucherzählsystem, und es gilt:
{\displaystyle u_{L}\left(t\right)=L\cdot {\frac {\mathrm {d} i_{L}\left(t\right)}{\mathrm {d} t}}\,}.
Sind die Richtungen von Spannung u Strom i entlang der Leiterschleife entgegengesetzt gerichtet, spricht man vom so genannten Erzeugerzählpfeilsystem, und es gilt:
{\displaystyle u_{L}\left(t\right)=-L\cdot {\frac {\mathrm {d} i_{L}\left(t\right)}{\mathrm {d} t}}\,}.
Man bezeichnet diesen bei Stromänderung entstehenden Spannungsabfall u dann als Selbstinduktionsspannung oder induktiven Spannungsabfall. Die obige Differentialgleichung ist die Elementgleichung, mit der sich lineare Induktivitäten, wie beispielsweise Spulen in elektrischen Schaltungen, beschreiben lassen.

## Netzwerkmodell
Ausgehend vom Induktionsgesetz, erzeugen extern einwirkende, zeitlich veränderliche magnetische Flüsse in zeitlich konstanten Leiterschleifen zeitlich veränderliche elektrische Spannungen. Aber auch der magnetische Fluss, der durch einen Strom durch die Spule selbst entsteht, wirkt auf die Spule ein. Ändert sich die Stromstärke durch die Spule, so ändert sich das von ihr selbst erzeugte Magnetfeld und induziert dadurch in der Spule selbst eine Spannung, die der Stromstärkeänderung entgegengerichtet ist. Dieser Effekt wird als Selbstinduktion bezeichnet. Je schneller und stärker sich das Magnetfeld ändert, desto höher ist die erzeugte Induktionsspannung. Grundsätzlich kann die Selbstinduktion vollständig durch das Induktionsgesetz beschrieben werden und erfordert keine formalen Ergänzungen oder Anpassungen.
Allerdings kommt es bei der in Elektrotechnik üblichen Netzwerktheorie, welche beispielsweise zur Beschreibung von elektrischen Maschinen wie Transformatoren Verwendung findet, unter Umständen zu Verständnisschwierigkeiten, da die Netzwerktheorie keine Feldgrößen wie den magnetischen Fluss kennt.

Selbstinduktionseffekt, dargestellt als selbstinduzierte Quellenspannung

Selbstinduktionseffekt, dargestellt als Netzwerkmodell mit induktivem Spannungsabfall

Stattdessen wird mit zeitlich veränderlichen Spannungen und Strömen in Ersatzschaltbildern mit passiven Bauelementen wie Spulen und elektrischen Widerständen gearbeitet. Die induzierten Spannungen werden als Spannungsquellen modelliert, welche historisch auch als elektromotorische Kraft (EMK) bezeichnet werden. Da es sich bei induzierten Spannungen aber um keine Kraft im physikalischen Sinn handelt, sollte der Begriff EMK zur Vermeidung von Missverständnissen nicht verwendet, sondern als selbstinduzierte Quellenspannung bezeichnet werden.
Im Netzwerkmodell, wie sie unter anderem Schaltpläne darstellen, wird mit Zählpfeilen und bestimmten Orientierungen gearbeitet, wie es die nebenstehende Abbildung darstellt. Zur Verdeutlichung ist der von extern auf die Leiterschleife einwirkende magnetische Fluss Φext und die davon verursachten induzierten Spannungen uext mit dem Index ext versehen. Der bei Belastung der extern geschlossenen Schleife fließende Strom i erzeugt einen magnetischen Fluss ΦI, welcher mit dem Index I kennzeichnet ist. Die selbstinduzierte Quellenspannung lässt sich als eine Spannungsquelle mit dem Betrag ui modellieren, wie in erster Abbildung dargestellt, und ist der den Spulenstrom i treibenden Spannung uext entgegengerichtet. Man bezeichnet sie daher auch als Gegenspannung. Anwendung findet diese Darstellung beispielsweise bei der Beschreibung des so genannten Magnetisierungsstromes bei einem Transformator.
Das Modell des induktiven Spannungsabfalles, wie in zweiter Abbildung dargestellt, kommt ohne weitere Spannungsquelle aus. Die an der eingezeichneten Spule L auftretende Spannung weist dabei in die gleiche Richtung wie der Strom i, welcher durch die von extern treibenden Spannung uext verursacht ist. Diese Darstellung hat den Vorteil, dass die Zusammenhänge im Netzwerkmodell bei harmonischen Vorgängen durch das Ohmsche Gesetz mit Blindwiderständen einfacher beschrieben werden können. Der in der Elektrotechnik wichtige Spezialfall von harmonischen Vorgängen bei den auftretenden Größen reduziert die zeitlichen Ableitungen im Induktionsgesetz auf Multiplikationen mit jω (dΦ/dt ≡ jωΦ), was in der komplexen Ebene einer Drehung um 90° entspricht und den Zugang zur komplexen Wechselstromrechnung darstellt. Dabei bezeichnet {\displaystyle \mathrm {j} } die imaginäre Einheit.

### Induktiver Blindwiderstand
Transformiert man die Differenzialgleichung:
{\displaystyle u(t)=L\cdot {\frac {\mathrm {d} i(t)}{\mathrm {d} t}}\,}
in den Laplace-Bereich mit der unabhängigen Variablen {\displaystyle s=\sigma +\mathrm {j} \omega =\mathrm {j} \omega } (Fourier, {\displaystyle \sigma =0}), so wird aus dem Differentialoperator {\displaystyle {\mathrm {d} }/{\mathrm {d} t}} der Faktor {\displaystyle \mathrm {j} \omega }, und es gilt:
{\displaystyle U(\mathrm {j} \omega )=\mathrm {j} \omega L\cdot I(\mathrm {j} \omega )\,}.
Das Zeichen {\displaystyle \omega } bezeichnet die Kreisfrequenz {\displaystyle \omega =2\pi f}. Ähnlich wie beim ohmschen Gesetz lässt sich für die Spule daraus ein Wechselstromwiderstand:
{\displaystyle {\underline {Z}}={\frac {{\underline {U}}(\mathrm {j} \omega )}{{\underline {I}}(\mathrm {j} \omega )}}=\mathrm {j} \omega L\,}
definieren, der auch als (komplexe) elektrische Impedanz bezeichnet wird.
Wird, z. B. für sehr einfache Schaltungen, die Phasenverschiebung zwischen Strom und Spannung an der Induktivität nicht betrachtet, kann man Wechselstromrechnungen auch ohne komplexe Zahlen durchführen. Wird eine Induktivität an eine Wechselspannung vom Betrag U gelegt, kann der Betrag I des Stroms nach der Formel:
{\displaystyle I={\frac {U}{X_{L}}}\,}
berechnet werden, wobei für den induktiven Blindwiderstand XL bei der Frequenz f gilt:
{\displaystyle X_{L}=\omega \cdot L=2\pi f\cdot L\,}.

Spannungs- und Stromverlauf
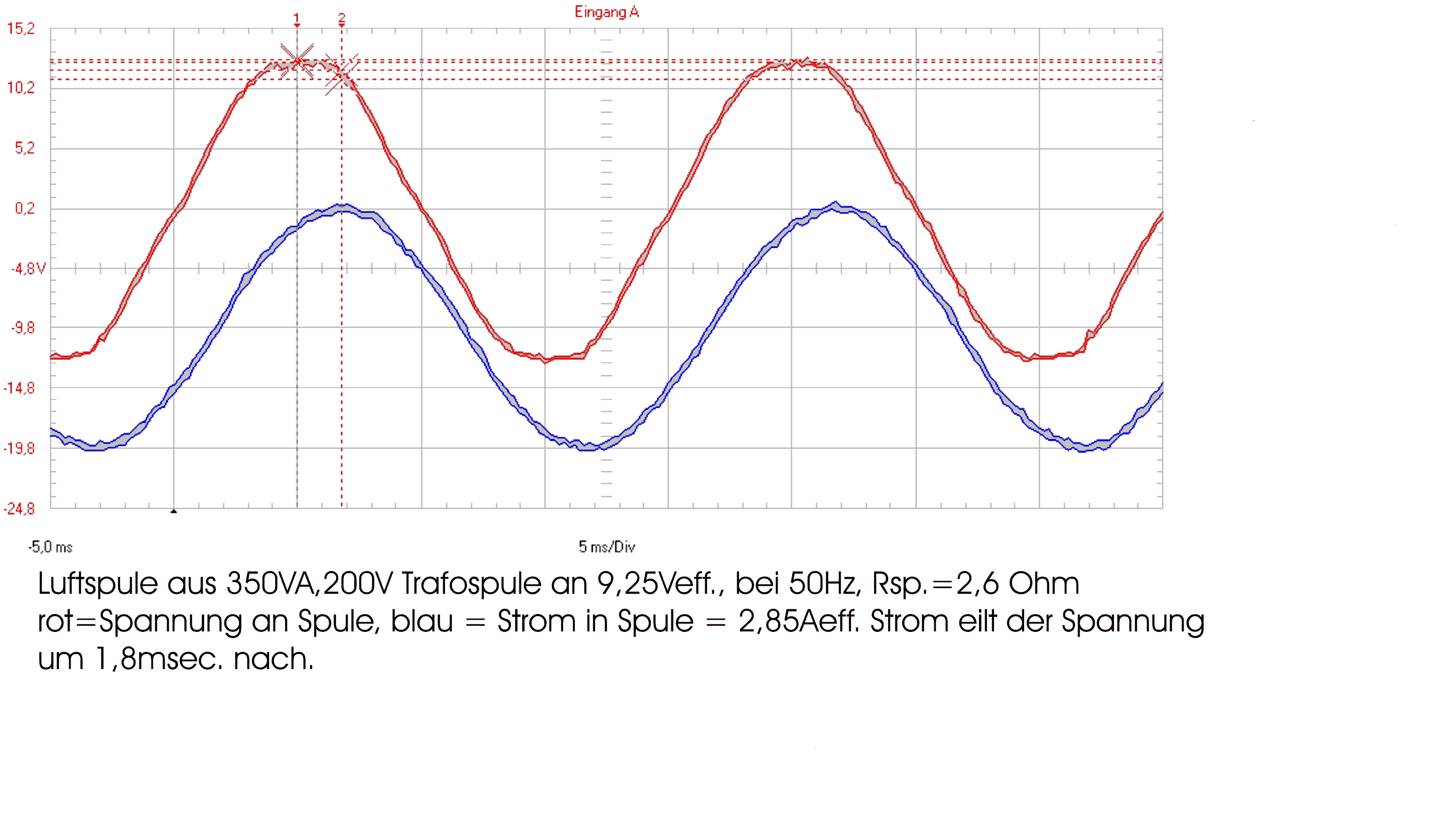
Luftspule
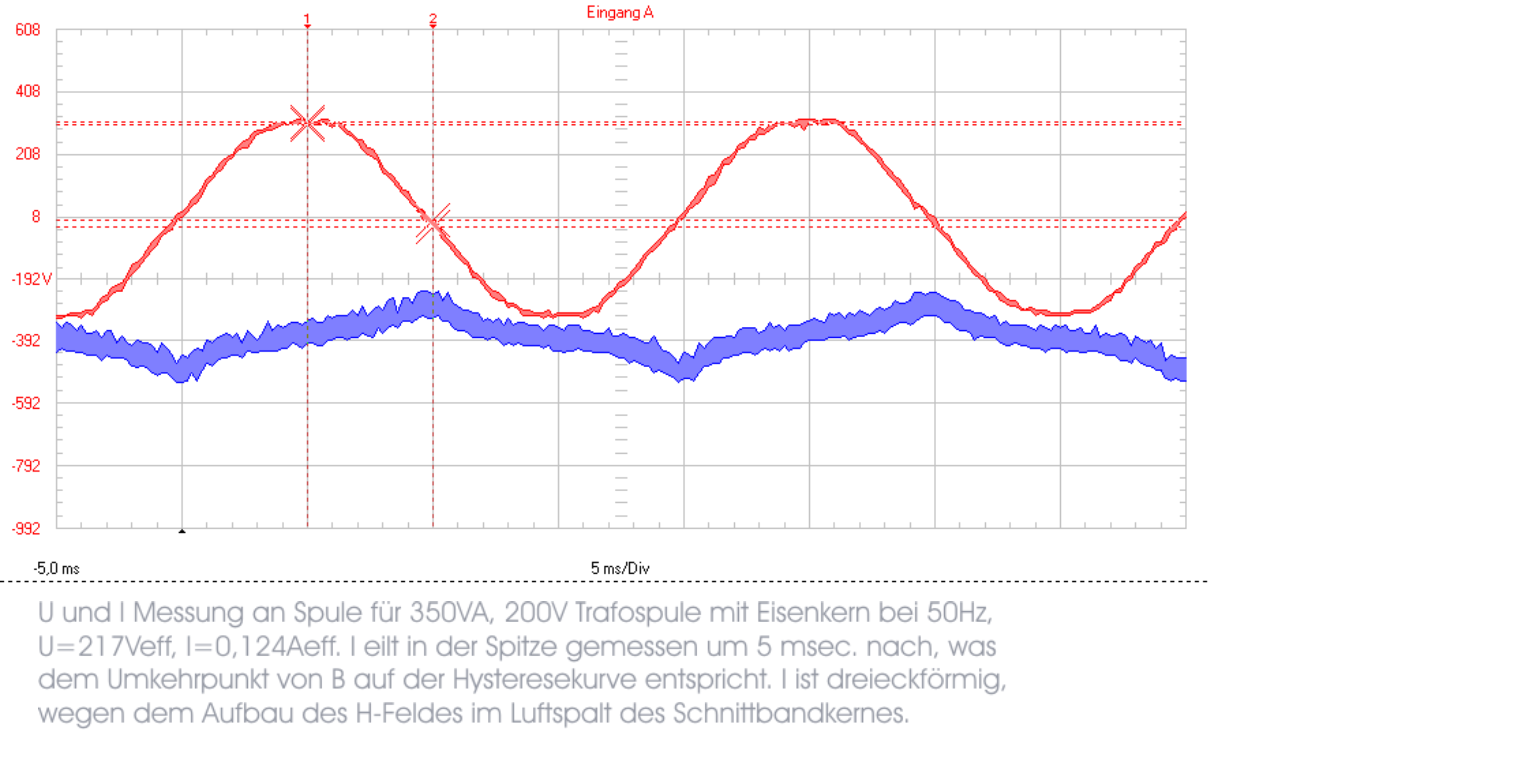
Spule mit Eisenkern

Dies gilt jedoch nur für Induktivitäten die eine konstante und nicht von der Aussteuerung abhängige Permeabilitätszahl haben, wie es zum Beispiel bei einer Luftspule der Fall ist.
Der Leerlaufstrom von Luftspulen kann um weniger als 90 Grad phasenverschoben zur Spannung sein. Bei der geringen Frequenz von 50 Hz in der Beispielmessung ist der Ohmsche Widerstand dominant.
Der Leerlaufstrom von Spulen mit Eisenkern verläuft, bedingt durch dessen Hysteresekurve, gänzlich anders als bei einer Luftspule.

## Anwendung der Selbstinduktion
Die Selbstinduktion wird unter anderem genutzt, um die erforderliche hohe Zündspannung bei Leuchtstofflampen oder für Zündkerzen im Ottomotor zu erzeugen. Es lassen sich Spannungen von einigen 1000 V erzeugen. Im Elektrozaun und im Funkeninduktor werden auf diese Weise Hochspannungsimpulse erzeugt.
Das Schalten jeder Induktivität stellt für Schalter eine Belastung dar. Die dabei entstehende hohe Spannung ist für Schalter, insbesondere elektronische Schalter wie Transistoren, gefährlich, denn beim Ausschalten ändert sich das Magnetfeld sehr abrupt und erzeugt damit die hohe Selbstinduktionsspannung. Um die Zerstörung des Schalters zu vermeiden oder die Spannung zu begrenzen, wird ein Kondensator oder eine Freilaufdiode antiparallel zur Spule geschaltet.
Die Selbstinduktion ist unter anderem auch der Grund für die Induktivität, welche zur Beschreibung des Verhaltens der Spule in Wechselstromkreisen benötigt wird. Die Induktivität führt zu einer Phasenverschiebung zwischen Strom und Spannung, was im Rahmen der komplexen Wechselstromrechnung bei der Berechnung von induktiven Widerständen Anwendung findet.

## Induktivitätsbestimmung verschiedener Leiteranordnungen
Durch Anwendung der Berechnungsmethoden für magnetische Felder, insbesondere des Biot-Savart-Gesetzes, lassen sich für einige einfache geometrische Leiteranordnungen die äußeren Induktivitäten analytisch bestimmen. Kompliziertere Leiteranordnungen sind in der Feldberechnung meist nur noch mittels numerischer Berechnungsverfahren zugänglich.
Die im Folgenden näher dargestellten Leiteranordnungen haben auch technische Bedeutung: bei der Herstellung von Induktivitäten (Bezeichnung für elektrische Bauteile mit einer definierten Induktivität als Haupteigenschaft) wird oft eine solche Standardform angewendet. Solche Bauelemente werden Spulen oder Drosseln genannt.

### Induktivität einer Ringspule

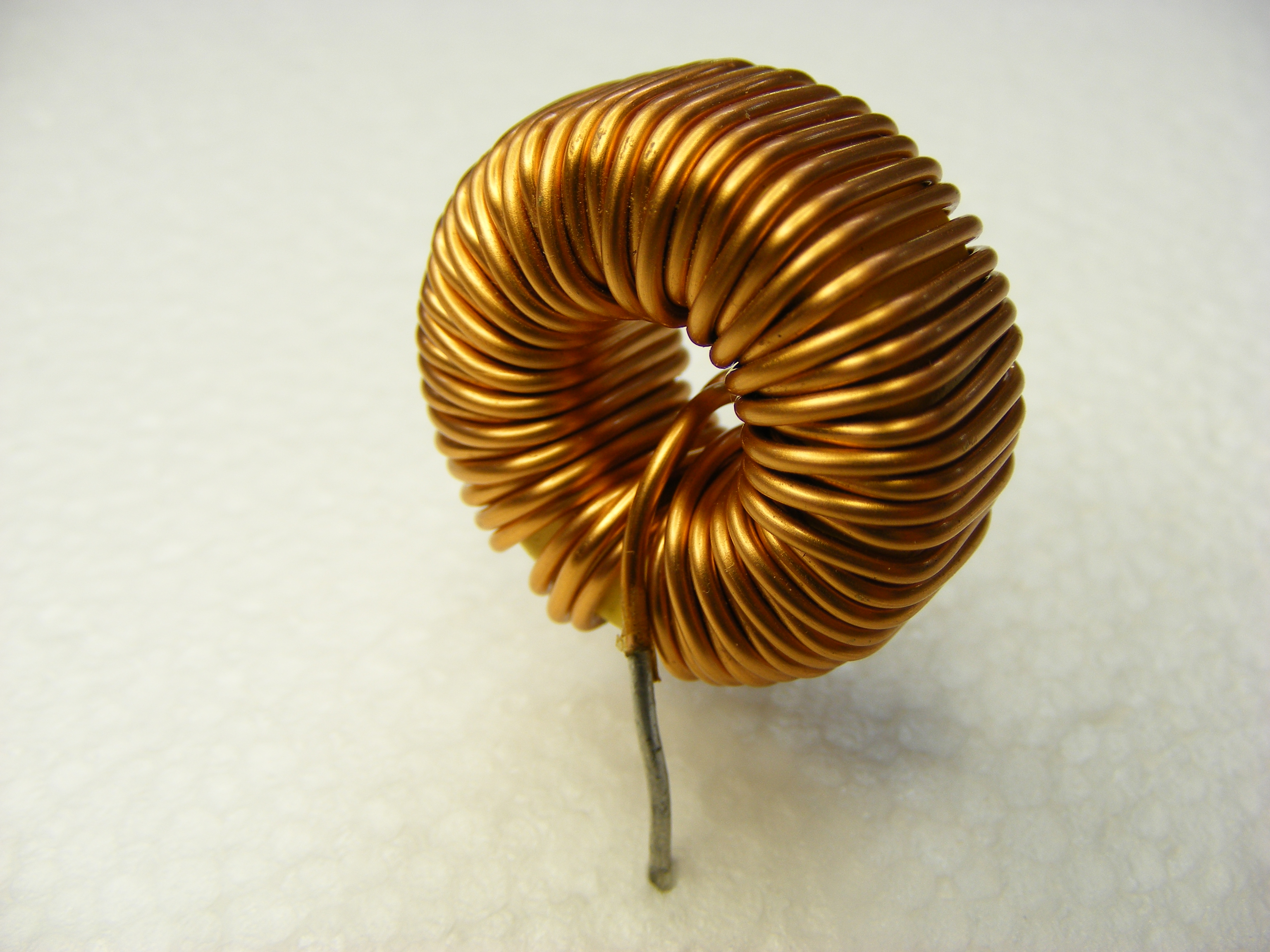
Ringkernspule

Eine Ringspule, auch als Toroidspule bezeichnet, besteht aus einem Kern in Form eines Kreisrings mit mittlerem Radius {\displaystyle r} und Querschnittsfläche {\displaystyle A}, um den herum ein elektrischer Leiter gewickelt ist. Die magnetischen Eigenschaften des Kerns sind für die Funktionsweise der Ringspule maßgeblich. Oft ist er magnetisch gut leitfähig und hat eine hohe relative Permeabilitätszahl {\displaystyle \mu _{r}}, was beispielsweise bei Kernen aus Ferrit der Fall ist. Das dabei auftretende {\displaystyle \mu _{0}} ist die magnetische Feldkonstante, eine Naturkonstante.
Dieser ringförmige Kern ist mit einer dünnen Lage Draht mit {\displaystyle N} Windungen bewickelt. Die Induktivität {\displaystyle L} ist dann näherungsweise:
{\displaystyle L=N^{2}\cdot {\frac {\mu _{0}\mu _{r}A}{2\pi r}}\,}.
Eine genauere Induktivität einer Ringspule liefert folgende Näherungsgleichung, welche die Abhängigkeit der magnetischen Feldstärke als Funktion des Radius beachtet:
{\displaystyle L=N^{2}\cdot {\frac {\mu _{0}\mu _{r}h}{2\pi }}\cdot \ln {\frac {R}{r}}\,}.
Dabei wird ein rechteckförmiger Querschnitt des Ringes mit der Höhe {\displaystyle h} angenommen. Der äußere Radius des Kerns ist mit {\displaystyle R} und der Innenradius mit {\displaystyle r} bezeichnet.
In allen Fällen gilt, dass diese Gleichungen nur bei hinreichend dünn bewickeltem Ring gute Näherungsergebnisse liefern.
Der Vorteil gleichmäßig bewickelter Ringspulen liegt in der Feldfreiheit außerhalb der Wicklung, weshalb sie keine magnetischen Störfelder aussenden und für solche auch kaum empfänglich sind.

### Induktivität einer Zylinderspule

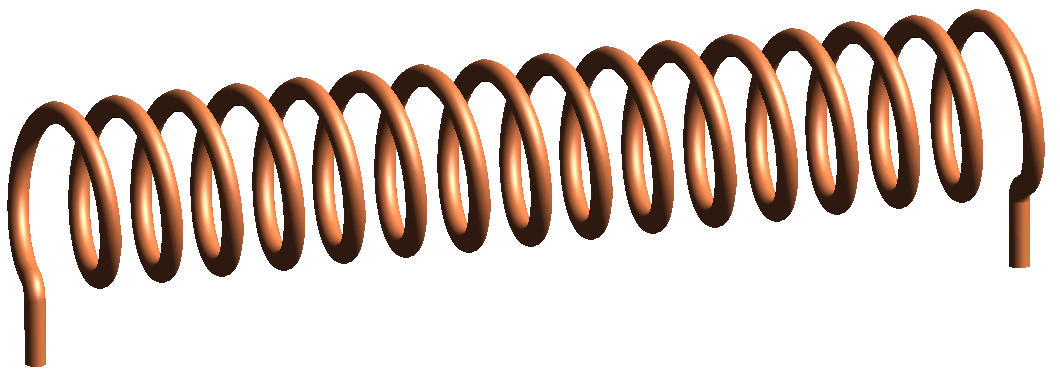
Zylinderspule (Luftspule)

Bei einer zylinderförmigen Luftspule (Zylinderspule), deren Länge {\displaystyle l} groß gegenüber dem Durchmesser der Querschnittsfläche {\displaystyle A} ist, lässt sich die Induktivität näherungsweise folgendermaßen berechnen:
{\displaystyle L=N^{2}\cdot {\frac {\mu _{0}A}{l}}={\frac {N^{2}}{R_{m}}}\,}.
Dabei wird neben der Voraussetzung einer dünnlagigen geschlossenen Bewicklung der magnetische Widerstand des Außenraumes vernachlässigt und nur {\displaystyle R_{m}} des Kerns angenommen. Diese Gleichung gilt also ebenfalls nur in Näherung. Für kürzere Zylinderspulen existieren Approximationsformeln, die die endliche Länge der Spule und damit die „schlechtere“ magnetische Feldführung in ihrem Inneren berücksichtigen. Für eine Spule, deren Länge noch mindestens das 0,6-Fache des Radius beträgt, gilt ({\displaystyle r_{w}}: Windungsradius):
{\displaystyle L=N^{2}\cdot {\frac {\mu _{0}A}{l+2r_{w}/2{,}2}}\,}.
Ist die Zylinderspule mit einem magnetisierbaren Material gefüllt, ist die Permeabilitätszahl (für diese Materialien ist {\displaystyle \mu _{r}\gg 1}) einzubeziehen und die obigen Formeln können nicht angewendet werden. Derartige mit einem magnetisierbaren Material gefüllte Zylinderspulen mit offenem Magnetkreis werden häufig angewendet und haben trotz der um sie herum herrschenden Magnetfelder einige Vorteile: sie geraten aufgrund des Luftanteiles im Magnetkreis kaum in die magnetische Sättigung, sind leicht herzustellen und haben eine geringe Eigenkapazität.
Näherungsformel:
{\displaystyle L={\frac {\mu _{0}\mu _{r}N^{2}A}{l}}}.

### Bestimmung der Induktivität mittels AL-Wert
In der Praxis werden oft fertige Spulenkerne verwendet, für die häufig vom Hersteller eine Induktivitätskonstante AL (Al-Wert, meist in nH pro Quadratwindung) angegeben wird und dem Kehrwert des magnetischen Widerstands Rm entspricht. In diesem Wert sind bereits alle Materialkonstanten und die spezielle Geometrie der Anordnung als Näherung zusammengefasst. Wenn man den Kern mit N Windungen bewickelt, erhält man eine Spule mit der Induktivität:
{\displaystyle L=A_{L}\cdot N^{2}={\frac {1}{R_{m}}}\cdot N^{2}\,}.
Das gilt nur, wenn das Kernmaterial in einem linearen Bereich seiner Kennlinie aus Induktion B und magnetischer Feldstärke H betrieben wird beziehungsweise unterhalb der Sättigungsinduktion bleibt.

## Feldenergie
Induktive Bauelemente wie Spulen speichern Energie in Form ihres Magnetfeldes. Das Magnetfeld einer Spule der Induktivität L, die vom Momentanwert des Stromes I durchflossen wird, enthält die Energie W:
{\displaystyle W={\frac {1}{2}}\cdot L\cdot I^{2}\,}
Bei einer plötzlichen Unterbrechung des Stromkreises muss sich die in der Spule gespeicherte Energie in sehr kurzer Zeit umsetzen und erzeugt an den Anschlussklemmen eine sehr hohe Selbstinduktionsspannung, die zu Beschädigungen an der Isolation oder anderen Schaltungsteilen führen kann. Um das zu vermeiden, werden induktive Bauelemente vor dem Abschalten oft mit einem Lastwiderstand kurzgeschlossen, in dem sich die im Magnetfeld gespeicherte Energie thermisch umsetzt.
Diese hohe Spannung kann aber auch zur Versorgung von elektrischen Bauteilen mit hohem Spannungsbedarf, wie etwa einer Zündkerze, verwendet werden (Zündspule).
Andere Methoden zum Schutz beim Abschalten sind Schutzdioden, Varistoren oder Boucherot-Glieder.

## Innere und äußere Induktivität
Der Begriff äußere Induktivität wird für den Beitrag des im Raum außerhalb des elektrischen Leiters auftretenden magnetischen Flusses zur Induktivität verwendet. In obigen Beispielen zur Bestimmung der Induktivität verschiedener geometrischer Leiteranordnungen wurden die Querschnitte der elektrischen Leiter als vernachlässigbar dünn angenommen. In diesem Fall kann sich die Bestimmung der Induktivität auf die Bestimmung der äußeren Induktivität bzw. einer idealisierten Feldform beschränken.
Besitzt der elektrische Leiter (Draht) hingegen eine nicht vernachlässigbare räumliche Ausdehnung, eine entsprechende Querschnittsfläche, tritt auch eine magnetische Flussdichteverteilung innerhalb des Leiters auf. Die davon abgeleitete Induktivität wird als innere Induktivität bezeichnet. Im einfachsten Fall einer gleichmäßigen Stromverteilung über den Querschnitt des Leiters mit der Länge l lässt sich die innere Induktivität mit folgender Gleichung bestimmen:
{\displaystyle L_{i}={\frac {\mu _{0}\mu _{r}l}{8\pi }}}
Bemerkenswert daran ist, dass die innere Induktivität nicht von den konkreten geometrischen Abmessungen wie Durchmesser der Querschnittsfläche des Leiters abhängt. Jener Ausdruck gilt nur bei gleichmäßiger Stromverteilung, also nur bei Gleichstrom, und nur wenn die Querschnittsfläche des Leiters keine inneren Begrenzungen aufweist. Ist die Stromverteilung aufgrund des Skineffektes bei höheren Frequenzen nicht mehr gleichmäßig, ergeben sich andere, komplexere Ausdrücke für die frequenzabhängige innere Induktivität. Die inneren Induktivitäten sind wegen der Stromverdrängung im Leiter stark frequenzabhängig und nehmen mit steigender Frequenz praktisch auf Null ab.
Die innere Induktivität ist vor allem bei der Bestimmung der Gesamtinduktivität von elektrischen Kabeln von Bedeutung, da selbst bei diesen bei niedrigen Frequenzen (z. B.: Netzfrequenz) die Leiterquerschnitte oft nicht vernachlässigt werden können.

### Induktivität einer Koaxialleitung
Zur Bestimmung der Induktivität eines Koaxialkabels der Länge {\displaystyle l} (sogenannter Induktivitätsbelag) sind bei niedrigen Frequenzen die inneren Induktivitäten des inneren Leiters {\displaystyle L_{ii}} und des äußeren Leiters {\displaystyle L_{ia}} zu berücksichtigen. Hauptsächlich wirkt jedoch die Induktivität {\displaystyle L_{a}} des konzentrischen Raumes zwischen den beiden Leitern. Die gesamte Induktivität einer koaxialen Leitung der Länge {\displaystyle l} ergibt sich aus der Summe der einzelnen Teilinduktivitäten:
{\displaystyle \;L=L_{a}+L_{ii}+L_{ia}\,}.
Im Gleichstromfall kann für den inneren Leiter mit dem Durchmesser {\displaystyle d} obiger Ausdruck für die innere Induktivität verwendet werden:
{\displaystyle L_{ii}={\frac {\mu _{0}\mu _{r}l}{8\pi }}\,}.
Die ebenfalls stark frequenzabhängige innere Induktivität des äußeren Leiters mit der Dicke {\displaystyle s} und den Innendurchmesser {\displaystyle D}, der als Kreisring konzentrisch angeordnet ist, ergibt im Gleichstromfall mit {\displaystyle x=D/(D+2s)}:
{\displaystyle L_{ia}={\frac {\mu _{0}\mu _{r}l}{8\pi (1-x^{2})^{2}}}\cdot (4x^{2}-x^{4}-3-\ln x)\,}.
Für kleine {\displaystyle s} ergibt die Taylorentwicklung eine gute Näherungsformel:
{\displaystyle L_{ia}={\frac {\mu _{0}\mu _{r}l}{3\pi }}\cdot {\frac {s}{D}}\,}.
Die frequenzunabhängige äußere Induktivität im Dielektrikum ist bei Koaxialleitern:
{\displaystyle L_{a}={\frac {\mu _{0}\mu _{r}l}{2\pi }}\cdot \ln {\frac {D}{d}}\,}.
Bei höheren Frequenzen, ab 10 kHz aufwärts, können die beiden Terme der inneren Induktivität wegen des Skineffektes vernachlässigt werden. Für die Bestimmung der Wellenimpedanz eines Koaxialkabels bei typischen Frequenzen ist daher nur der Summand {\displaystyle L_{a}} der äußeren Induktivität von wesentlicher Bedeutung.

## Gegeninduktivität
Die Gegeninduktivität kennzeichnet die gegenseitige magnetische Einwirkung zweier oder mehrerer räumlich benachbarter Stromkreise. Sie wird auch als magnetische Kopplung bezeichnet. Die wichtigste technische Anwendung findet die Gegeninduktivität bei einem Transformator.

## Nichtlineare Induktivität
Die relative Permeabilitätszahl μr hängt als Stoffkonstante nicht nur vom jeweiligen Material ab, sondern bei vielen Materialien auch von der magnetischen Flussdichte. Bei hohen magnetischen Flussdichten kommt es zu einer so genannten magnetischen Sättigung des Materials und als Folge zu einer Reduktion der relativen Permeabilitätszahl μr bis herunter auf 1. Dadurch ist die Induktivität direkt von der magnetischen Flussdichte abhängig, die ihrerseits meist eine Funktion des durch die Spule fließenden elektrischen Stromes ist. Somit ändert sich die Induktivität einer Spule in Abhängigkeit vom Momentanwert des Stromes, der durch die Spule fließt.
Die Folge davon ist, dass sich die dynamische Induktivität bei sehr kleinen Aussteuerungen um den Arbeitspunkt von der statischen Induktivität unterscheiden kann. Bei größeren Aussteuerungen über die lineare Arbeitspunktnäherung hinaus, können bei nichtlinearen Induktivitäten in Wechselspannungsanwendungen zusätzliche Oberschwingungen als nichtlineare Verzerrungen auftreten. Auch sind bei Berechnungen mit nichtlinearen Induktivitäten die einfachen Methoden der (linearen) komplexen Wechselstromrechnung nicht mehr direkt anwendbar.
Die Nichtlinearität von Induktivitäten kann erwünscht sein, z. B. bei Speicherdrosseln in Schaltreglern, um diese besser an verschiedene Lastfälle anzupassen, oder in den Ablenkschaltungen von Röhrenfernsehern, um dem nichtlinearen Stromverlauf in den Ablenkspulen entgegenzuwirken. Auch bei den so genannten Sättigungsdrosseln zur Entstörung von Thyristorstellern ist Nichtlinearität erwünscht.

## Messgeräte
Induktivität kann nicht direkt gemessen werden. Lediglich ihre Auswirkung kann festgestellt werden.
Durch Aufschalten einer bekannten Wechselspannung und Messung des durch das induktive Bauelement fließenden Wechselstromes (oder umgekehrt) kann über die Reaktanz die Induktivität ermittelt werden. Dazu werden Amplitude und Phasenlage bestimmt. Diese Methode wird in einfachen Labormessgeräten angewandt und liefert den Induktivitätswert, die Güte sowie den Wert eines äquivalenten Serien- oder Parallelwiderstandes.
Durch Parallelschalten einer bekannten Kapazität zur Induktivität erhält man einen Schwingkreis. Ermittelt man dessen Resonanzfrequenz, kann man daraus auf die Induktivität schließen. Diese Methode ist auch ohne spezielle Geräte durchführbar. Die Genauigkeit ist recht hoch.
Für hohe Genauigkeiten wird eine Maxwell-Messbrücke verwendet. Diese Methode ist sehr genau und wird u. a. in der automatisierten Fertigung von Spulen eingesetzt.
Beim Bestimmen der Induktivitäten realer Spulen muss beachtet werden, dass je nach Spulenkonstruktion zu sehr hohen Frequenzen hin die kapazitive Kopplung der Windungen und Lagen wirksam wird. Der Impedanzverlauf steigt bis zu einem Maximalwert und bekommt Schwingkreischarakter, um zu noch höheren Frequenzen hin wieder zu sinken – die Spule stellt dann eine Kapazität dar.

## Induktivität als störende Eigenschaft
Jeder elektrische Strom verursacht ein Magnetfeld (Elektromagnetismus), in dem magnetische Energie gespeichert ist. Somit besitzt jedes Stück eines elektrischen Leiters eine kleine Induktivität. Auf Leiterplatten kann als Überschlagsrechnung mit einer Induktivität von rund 1,2 nH pro Millimeter Leitungslänge gerechnet werden. Zusammengefasst ergeben diese Induktivitäten die parasitäre Aufbauinduktivität einer elektrischen Schaltung.
Die Magnetfelder nahe beieinander liegender Leiterstücke beeinflussen sich durch die magnetische Kopplung gegenseitig. Liegen z. B. Hin- und Rückleitung eines Stromkreises sehr eng beieinander, heben sich deren Magnetfelder gegenseitig teilweise auf, was die Gesamtinduktivität dieser Anordnung stark verringert. Daher werden Strompfade oft eng aneinander geführt und Kabel miteinander verdrillt.
Soll sich der Strom in einer induktiven Leiterschleife ändern, muss eine zur Stromänderungsgeschwindigkeit di/dt proportionale Spannung Uind wirksam sein:
{\displaystyle U_{\mathrm {ind} }=L\cdot {\frac {\mathrm {d} i}{\mathrm {d} t}}\,}.
Häufig zum Schalten von Lasten mit induktivem Verhalten benutzte Schalter und Relais weisen deswegen deutliche Abnutzungsspuren an den Kontakten auf, die deren Funktion stark beeinträchtigen können: beim Abschalten fließt der Strom aufgrund der Induktivität weiter und bildet einen Lichtbogen (siehe Schaltlichtbogen), in den sich die in der Induktivität gespeicherte Energie entlädt.
Noch kritischer sind Stromflussänderungen, die durch Halbleiterschalter hervorgerufen werden. Halbleiterbauteile werden von derart hohen Spannungen oft zerstört. Daher muss bei der Konstruktion von Schaltungen mit hohen Stromänderungsgeschwindigkeiten auf einen niederinduktiven Aufbau geachtet werden. Zusätzlich werden häufig Snubber-Netzwerke am Halbleiter angebracht. Falls möglich und nötig, werden auch Freilaufdioden benutzt. Neuere Halbleiterschalter können oft auch ohne Schutzbeschaltung induktive Lasten schalten, indem der Energieabbau in einem kontrollierten Avalanchedurchbruch erfolgt.
Ein weiteres Problem parasitärer Induktivitäten ist die Interaktion mit parasitären Kapazitäten. Der dadurch entstandene Schwingkreis kann störende Spannungsschwingungen erzeugen, die Halbleiterbauteilen schaden können und die Elektromagnetische Verträglichkeit und die Signalübertragungseigenschaften verschlechtern.
In Computern kann sich der Strombedarf einzelner Integrierter Schaltungen im Nanosekundentakt ändern. Weil das einer Frequenz im Gigahertzbereich entspricht, kann die Induktivität der Stromversorgungsleitungen nicht ignoriert werden, auch wenn sie nur wenige Zentimeter kurz sind. Der induktive Widerstand des Drahtes vergrößert den Innenwiderstand der Spannungsquelle mit steigender Frequenz ganz erheblich. Als Folge kann die Spannung bei Stromänderungen beispielsweise zwischen 2 V und 10 V schwanken und den IC stören, möglicherweise sogar zerstören. Als Gegenmittel werden induktionsarme Kondensatoren unmittelbar an den IC-Anschlüssen angeordnet, die einen sehr geringen dynamischen Innenwiderstand sicherstellen.

## Methoden zur Berechnung
Im allgemeinsten Fall sind Stromverteilung und Magnetfeld aus den Maxwellgleichungen zu bestimmen.
Im Fall von Leiterschleifen aus dünnen Drähten ist die Stromverteilung dagegen zumindest näherungsweise vorgegeben, Skineffekt und Abschirmströme ergeben jedoch auch hier Komplikationen und Fallunterscheidungen.

### Wechselseitige Induktivität zweier Leiterschleifen
Die wechselseitige Induktivität zweier „fadenförmiger“ Leiterschleifen m und n lässt sich mit dem Neumann-Kurvenintegral
{\displaystyle L_{m,n}={\frac {\mu _{0}}{4\pi }}\oint _{C_{m}}\oint _{C_{n}}{\frac {\mathrm {d} {\vec {x}}_{m}\cdot \mathrm {d} {\vec {x}}_{n}}{|{\vec {x}}_{m}-{\vec {x}}_{n}|}}}
erhalten. Das Symbol μ0 bezeichnet die magnetische Feldkonstante, Cm und Cn sind die von den Leiterschleifen aufgespannten Kurven. Die Formel ist in guter Näherung auf reale Drahtschleifen anwendbar, wenn die Krümmungsradien der Schleifen und die Abstände zwischen den Drähten größer als der Drahtradius sind.

### Selbstinduktivität einer Drahtschleife
Die Neumann-Formel ist zur Berechnung von Selbstinduktivitäten nicht verwendbar, da bei {\displaystyle m=n} die beiden Kurven zusammenfallen und der Integrand {\displaystyle 1/|{\vec {x}}-{\vec {x}}'|} divergiert. Es ist notwendig, den endlichen Drahtradius {\displaystyle a} und die Stromverteilung im Drahtquerschnitt zu berücksichtigen. Es verbleibt (bis auf einen Fehler der Größenordnung {\displaystyle {\mathcal {O}}\left(\mu _{0}a\right)}) der Beitrag des Integrals über alle Punktpaare mit {\displaystyle |{\vec {x}}-{\vec {x}}'|>a/2} und ein Korrekturterm,
{\displaystyle L=\left({\frac {\mu _{0}}{4\pi }}\oint _{C}\oint _{C'}{\frac {\mathrm {d} {\vec {x}}\cdot \mathrm {d} {\vec {x}}'}{|{\vec {x}}-{\vec {x}}'|}}\right)_{|{\vec {x}}-{\vec {x}}'|>a/2}+{\frac {\mu _{0}}{4\pi }}\ell Y+{\mathcal {O}}\left(\mu _{0}a\right).}
Die Symbole {\displaystyle a} und {\displaystyle \ell } stehen hier für Radius und Länge des Drahts, {\displaystyle Y} ist eine von der Stromverteilung abhängige Konstante: {\displaystyle Y=0}, falls der Strom in der Drahtoberfläche fließt (Skineffekt), {\displaystyle Y=1/2}, falls die Stromdichte im Drahtquerschnitt konstant ist. Der Fehler {\displaystyle O(\mu _{0}a)} ist klein, wenn die Drahtschleife groß ist im Verhältnis zum Drahtradius.
Für Drahtschleifen bestehend aus geraden Segmenten mit Längen {\displaystyle \ell _{m}} ist die Bedingung {\displaystyle \left|{\vec {x}}-{\vec {x}}'\right|>a/2} nur essentiell, wenn die Integrationsvariablen {\displaystyle {\vec {x}}} und {\displaystyle {\vec {x}}'} auf demselben Segment liegen. Diese Integrale sind ausführbar. Es verbleiben Integrale ohne die Extra-Bedingung,
{\displaystyle L={\frac {\mu _{0}}{4\pi }}\left\{\sum _{m}\ell _{m}\left[2\ln \left({\frac {2\ell _{m}}{a}}\right)-2+Y\right]+\sum _{m\neq n}\int {\frac {\mathrm {d} {\vec {x}}_{m}\cdot \mathrm {d} {\vec {x}}_{n}}{\left|{\vec {x}}_{m}-{\vec {x}}_{n}\right|}}\right\}+{\mathcal {O}}\left(\mu _{0}a\right).}

### Methode der Spiegelströme
In manchen Fällen erzeugen verschiedene Stromverteilungen in einem Raumbereich ein identisches Magnetfeld. Diesen Umstand kann man ausnutzen, um Selbstinduktivitäten zueinander in Beziehung zu setzen (siehe auch Spiegelladung). Ein Beispiel sind die zwei Systeme:
- Ein Draht in einem Abstand {\displaystyle d/2} vor einer perfekt leitenden Wand (der Strom kehrt in der Wand zurück)
- Zwei parallele Drähte mit Abstand {\displaystyle d}, entgegengesetzter Strom

Das Magnetfeld der beiden Systeme ist (in einem Halbraum) identisch. Magnetische Feldenergie und Induktivität des zweiten Systems sind daher doppelt so groß wie die des ersten.

### Beziehung zwischen Induktivität und Kapazität
Im Fall eines Leiterpaars bestehend aus zwei parallelen idealen Leitern beliebigen konstanten Querschnitts besteht zwischen Induktivität pro Länge {\displaystyle L'} und Kapazität pro Länge {\displaystyle C'} die Beziehung
{\displaystyle \displaystyle L'C'={\varepsilon \mu }.}
ε und µ stehen hier für die dielektrische Permittivität und die magnetische Permeabilität des umgebenden Mediums. In den Leitern gibt es kein elektrisches und kein magnetisches Feld (vollständiger Skineffekt, hohe Frequenz). Außerhalb der Leiter sind elektrisches und magnetisches Feld überall senkrecht zueinander. Signale breiten sich an den Leitungen entlang mit derselben Geschwindigkeit aus wie freie elektromagnetische Strahlung im umgebenden Medium.

## Selbstinduktivitäten einfacher Stromkreise
Die Selbstinduktivitäten vieler Typen von Stromkreisen lassen sich exakt oder in guter Näherung angeben.
| Typ                                             | Selbstinduktivität | Kommentar |
| ----------------------------------------------- | --- | --- |
| Eine-Lage Solenoid                              | {\displaystyle {\frac {\mu _{0}r^{2}N^{2}}{3l}}\left[-8w+{\frac {2}{w{\sqrt {m}}}}\left(K\left({\sqrt {m}}\right)-{\frac {1-2m}{1-m}}E\left({\sqrt {m}}\right)\right)\right]} {\displaystyle ={\frac {\mu _{0}r^{2}N^{2}\pi }{l}}\left[1-{\frac {8w}{3\pi }}+\sum _{n=1}^{\infty }{\frac {\left(2n\right)!^{2}}{n!^{4}\left(n+1\right)\left(2n-1\right)2^{2n}}}\left(-1\right)^{n+1}w^{2n}\right]} {\displaystyle ={\frac {\mu _{0}r^{2}N^{2}\pi }{l}}\left(1-{\frac {8w}{3\pi }}+{\frac {w^{2}}{2}}-{\frac {w^{4}}{4}}+{\frac {5w^{6}}{16}}-{\frac {35w^{8}}{64}}+\dots \right)} bei {\displaystyle w\ll 1} {\displaystyle =\mu _{0}rN^{2}\left[\left(1+{\frac {1}{32w^{2}}}+{\mathcal {O}}\left({\frac {1}{w^{4}}}\right)\right)\ln(8w)-{\frac {1}{2}}+{\frac {1}{128w^{2}}}+{\mathcal {O}}\left({\frac {1}{w^{4}}}\right)\right]} bei {\displaystyle w\gg 1} | {\displaystyle N:} Anzahl Windungen {\displaystyle r:} Radius {\displaystyle l:} Länge {\displaystyle w=r/l} {\displaystyle m=4w^{2}/(1+4w^{2})} {\displaystyle K:} Elliptisches Integral {\displaystyle E:} Elliptisches Integral |
| Koaxialkabel, hohe Frequenz                     | {\displaystyle {\frac {\mu _{0}l}{2\pi }}\ln \left({\frac {a_{1}}{a}}\right)} | {\displaystyle a_{1}:} Äußerer Radius {\displaystyle a:} Innerer Radius {\displaystyle l:} Länge |
| Kreisförmige Drahtschleife                      | {\displaystyle \mu _{0}r\cdot \left(\ln \left({\frac {8r}{a}}\right)-2+{\frac {Y}{2}}+{\mathcal {O}}\left(a^{2}/r^{2}\right)\right)} | {\displaystyle r:} Schleifenradius {\displaystyle a:} Drahtradius |
| Rechteck                                        | {\displaystyle {\frac {\mu _{0}}{\pi }}\left(b\ln \left({\frac {2b}{a}}\right)+d\ln \left({\frac {2d}{a}}\right)-\left(b+d\right)\left(2-{\frac {Y}{2}}\right)+2{\sqrt {b^{2}+d^{2}}}\right)} {\displaystyle \;\;-{\frac {\mu _{0}}{\pi }}\left(b\cdot \operatorname {arsinh} \left({\frac {b}{d}}\right)+d\cdot \operatorname {arsinh} \left({\frac {d}{b}}\right)+{\mathcal {O}}\left(a\right)\right)} | {\displaystyle a:} Drahtradius {\displaystyle b\gg a}: Kantenlänge {\displaystyle d\gg a}: Kantenlänge |
| Zwei parallele Drähte                           | {\displaystyle {\frac {\mu _{0}l}{\pi }}\left(\ln \left({\frac {d}{a}}\right)+{\frac {Y}{2}}\right)} | {\displaystyle a:} Drahtradius {\displaystyle d:} Abstand, {\displaystyle d\geq 2a} {\displaystyle l:} Länge Drahtpaar |
| Zwei parallele Drähte, hohe Frequenz            | {\displaystyle {\frac {\mu _{0}l}{\pi }}\operatorname {arcosh} \left({\frac {d}{2a}}\right)={\frac {\mu _{0}l}{\pi }}\ln \left({\frac {d}{2a}}+{\sqrt {{\frac {d^{2}}{4a^{2}}}-1}}\right)} | {\displaystyle a:} Drahtradius {\displaystyle d:} Abstand, {\displaystyle d\geq 2a} {\displaystyle l:} Länge Drahtpaar |
| Draht parallel zu perfekt leitender Wand        | {\displaystyle {\frac {\mu _{0}l}{2\pi }}\left(\ln \left({\frac {2d}{a}}\right)+{\frac {Y}{2}}\right)} | {\displaystyle a:} Drahtradius {\displaystyle d:} Abstand, {\displaystyle d\geq a} {\displaystyle l:} Länge |
| Draht parallel zu leitender Wand, hohe Frequenz | {\displaystyle {\frac {\mu _{0}l}{2\pi }}\operatorname {arcosh} \left({\frac {d}{a}}\right)={\frac {\mu _{0}l}{2\pi }}\ln \left({\frac {d}{a}}+{\sqrt {{\frac {d^{2}}{a^{2}}}-1}}\right)} | {\displaystyle a:} Drahtradius {\displaystyle d:} Abstand, {\displaystyle d\geq a} {\displaystyle l:} Länge |

Das Symbol μ0 steht für die magnetische Feldkonstante (≈ 4π·10−7 H/m). Bei hohen Frequenzen fließt der Strom in der Leiteroberfläche (Skineffekt), und in Abhängigkeit von der Geometrie muss man manchmal Hochfrequenz- und Niederfrequenz-Induktivitäten unterscheiden. Dazu dient die Konstante {\displaystyle Y}:
{\displaystyle Y=0} falls der Strom gleichmäßig über die Drahtoberfläche verteilt ist (Skineffekt),
{\displaystyle Y=1/2} falls der Strom gleichförmig über den Drahtquerschnitt verteilt ist. Im Skineffekt-Fall ist auch zu beachten, dass bei geringem Abstand zwischen den Leitern zusätzliche Abschirmströme induziert werden, und die {\displaystyle Y} enthaltenden Ausdrücke dann ungenau werden.